# 網格穹頂

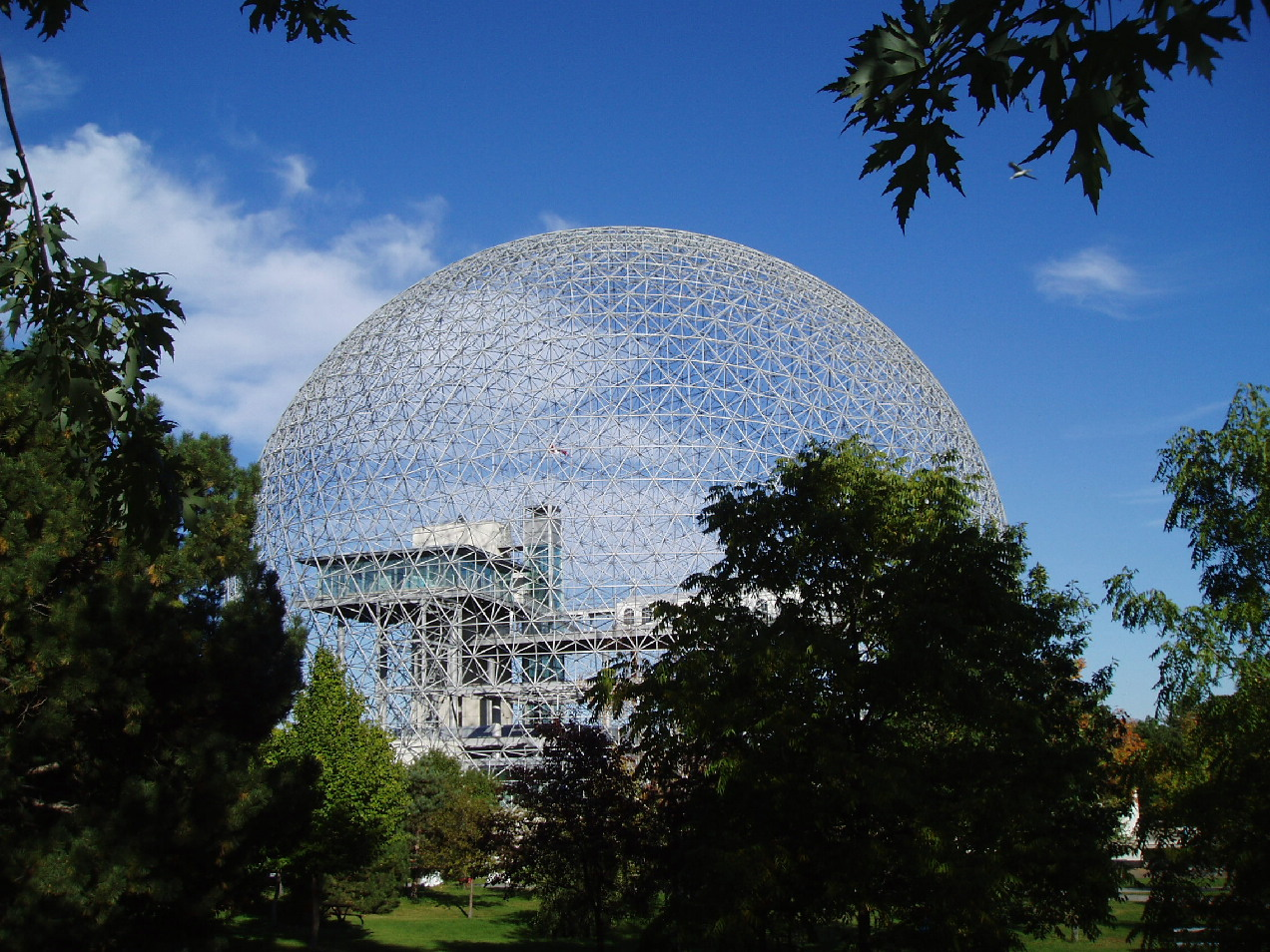
蒙特婁生物圈，前身為 1967年世界博覽會 美國館，由 R. Buckminster Fuller 設計，位於聖海倫島、蒙特婁、魁北克

網格穹頂，或稱网格球顶、测地线圆顶、富勒穹頂，是根據球面多面體的半球形薄殼結構（晶格殼）。圓頂的三角形元件在結構上是剛性的，並將結構應力分佈在整個結構中，使得測地圓頂能夠承受相對其尺寸非常重的負載。

## 歷史
第一個網格穹頂是在第一次世界大戰之後由蔡司光学公司的工程师Walther Bauersfeld設計的，負責建造 天文館 來容納他的天象儀投影機。最初的小圓頂由“Dykerhoff”和“Wydmann”公司在德國耶拿的蔡司光学公司屋頂上建造並獲得專利。一个名为“耶拿的奇迹”的大圆顶于1926年7月向公众开放。
二十年後，巴克敏斯特·富勒於1948年和1949年與藝術家Kenneth Snelson 在黑山學院 進行實地實驗，創造了“geodesic”一詞。雖然富勒不是最初的發明者，但他是他因這一想法在美國的普及而受到讚譽，並於1954年6月29日獲得了美國專利第2,682,235A号。現存最古老的圓頂由富勒親自建造，位於馬薩諸塞州伍茲霍爾，由他指導的學生於 1953 年用了三個星期的時間建造而成。
網格穹頂之所以吸引富勒，是因為它的重量非常堅固，其“全三角”表面提供了固有的穩定結構，並且因為球體以最小的表面積包圍了最大的體積。
該穹頂被成功地用於特殊用途，例如1956 年在加拿大建造的21個遠程預警線穹頂，1958年聯合坦克汽車公司穹頂，由“Synergetics，Inc.”的“Thomas C. Howard”和專業設計諸如Kaiser Aluminium穹頂（在美國許多地方建造，例如弗吉尼亞州弗吉尼亞海灘 ），禮堂，天氣觀測台和儲存設施等建築物。 
從1954年開始，美國海軍陸戰隊嘗試使用直升機進行測地穹頂運輸。一個30英尺的木質和塑膠測地線穹頂被直升機以50節的速度升起並運送，沒有損壞。測試包括組裝實踐，以前未經訓練的海軍陸戰隊員能夠在2小時25分鐘內組裝一個30英尺的镁合金穹頂，直升機起飛航空母艦，並進行耐久性測試，其中錨定穹頂成功承受了一天120英里/小時120 mph（190 km/h）錨定飛機的雙3000馬力發動機的螺旋槳爆炸無損壞。
1958 年位於俄克拉荷馬州俄克拉荷馬城的Gold Dome採用了富勒的設計，用作銀行大樓。另一個早期的例子是建於1962年聖母大學的Stepan Center。
1964 年在紐約市穹頂作為舉行的世界博覽會的展館而被介紹給更廣泛的觀眾，由“Synergetics,Inc.”的“Thomas C.Howard”設計。這個圓頂現在被用作鳥舍位於法拉盛草原可樂娜公園的皇后區動物園，由“Synergetics,Inc.”的“Thomas C.Howard”重新設計。
另一個穹頂來自蒙特婁世界博覽會的1967年世界博覽會，它是美國館的一部分。 該結構的覆蓋物後來被燒毀，但結構本身仍然存在，並以生物圈的名義，目前設有一個關於聖勞倫斯河的解博物館。
在 1970 年代，“Zomeworks” 授權了基於其他幾何實體的結構平面圖，例如“約翰遜實體”、“阿基米德實體”和“加泰隆尼亞實體”。這些結構可能具有一些不是三角形的面，而是正方形或其他多邊形。
1975 年，阿蒙森-斯科特南極站 建造了一個穹頂，其抗雪和抗風荷載的能力非常重要。1982 年 10 月 1 日，最著名的測地圓頂之一，位於奧蘭多郊外佛羅里達州灣湖華特迪士尼世界度假區艾波卡特 (Epcot) 的太空船地球號 (Spaceship Earth) 開業。該建築及其內部的遊樂設施以巴克敏斯特·富勒的著名術語之一“地球飛船”命名，這一世界觀表達了對地球上有限資源的使用的擔憂，並鼓勵地球上的每個人作為一個和諧的團隊，為實現更偉大的目標而努力 好的。該建築是未來世界的標誌，代表整個公園。
1986 年在溫哥華舉行的世界博覽會上，世博會首席建築師布魯諾·弗雷斯基(Bruno Freschi) 設計了一個受巴克明斯特·富勒(Buckminster Fuller) 啟發的測地圓頂，作為世博會的博覽中心。建設於1984年開始，並於1985年初竣工。圓頂和建築現在作為藝術、科學和技術中心，並被命名為溫哥華科學世界博物館。
2000 年，世界上第一家完全永續的測地穹頂飯店“EcoCamp Patagonia”在智利巴塔哥尼亞的Kawésqar 國家公園建成， 該酒店於隔年於2001年開業。酒店的穹頂設計是抵禦該地區強風的關鍵，並以土著Kaweskar居民的住宅為基礎。Geodomes 作為一種（迷人的露營）單位也越來越受歡迎。

## 施工方法

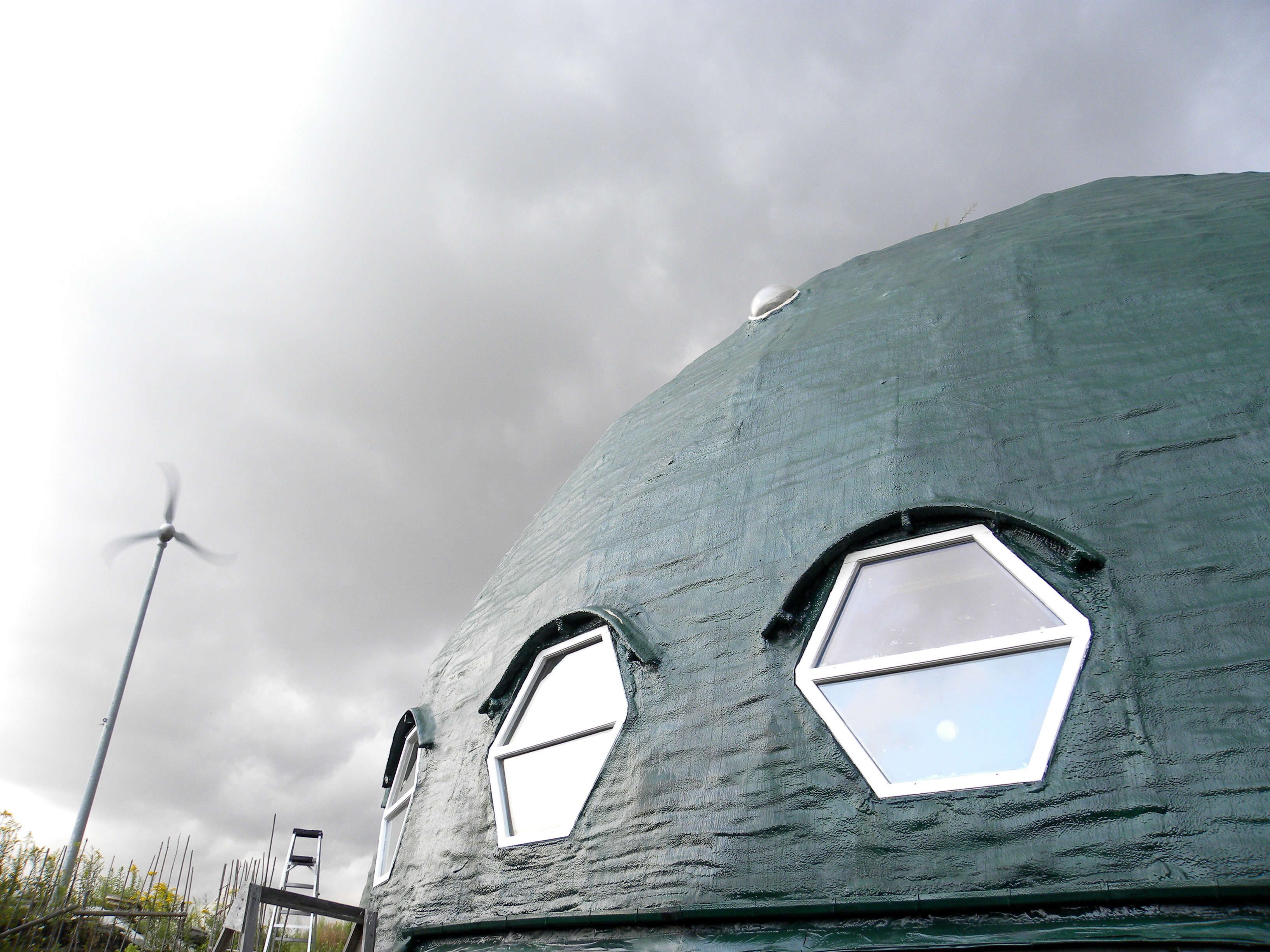
長島綠色圓頂

木製圓頂上鑽有一個支撐寬度的孔。不銹鋼帶將支柱的孔鎖定到鋼管上。透過這種方法，可以將支柱切割成所需的精確長度。然後將三角形的外部膠合板釘在支柱上。圓頂從下到上用幾層焦油紙包裹起來，以防水，並用木瓦完成。這種類型的圓頂通常稱為輪轂和支柱圓頂，因為使用鋼輪轂將支柱連接在一起。
鑲板圓頂由單獨框架的木材建造，表面覆蓋膠合板。組成三角形框架的三個構件通常以複合角度切割，以提供各個三角形的平坦配合。在精確的位置在構件上鑽孔，然後用鋼螺栓連接三角形以形成圓頂。這些構件通常為 2x4 或 2x6，從而可以在三角形內容納更多的隔熱。鑲板技術允許建築商將膠合板表皮連接到三角形上，同時在地面上或在舒適的商店中安全地工作，不受天氣影響。這種方法不需要昂貴的鋼輪圈。
鋼框架可以很容易地用錏管建造。一種方法是壓平支柱的末端並按所需的長度鑽螺栓孔。單一螺栓固定支柱的頂點。螺帽通常設置為可拆卸的鎖定化合物，或者如果圓頂是便攜式的，則具有帶開口銷的齒形螺母。。
圓頂也可以用輕質鋁框架建造，該框架可以透過螺栓連接或焊接在一起，也可以透過更靈活的節點連接來連接。這些圓頂通常覆蓋有玻璃、或用「PVC」固定到位，可以用矽膠密封以使其防水。有些設計允許將雙層玻璃或隔熱板固定在框架中。
混凝土和泡沫塑膠圓頂通常以鋼框架穹頂開始，並用鐵絲網包裹以進行加固用紮帶綁在框架上。然後將一層材料噴塗或模製到框架上。應使用小方塊進行測試，以達到混凝土或塑膠的正確稠度。一般來說，內部和外部都需要塗幾層。最後一步是用一層薄薄的環氧樹脂化合物浸透混凝土或聚酯圓頂以防水。
一些混凝土圓頂是由預製、預力鋼筋混凝土板建造而成，可以用螺栓固定到位。螺栓位於凸起的容器內，容器上覆蓋著小混凝土蓋以防水。三角形重疊以排水。這種方法中的三角形可以用沙子和木紋模製成型，但混凝土三角形通常很重，必須用起重機來放置。這種結構非常適合圓頂，因為任何地方都不允許水積聚在混凝土上並滲漏。金屬緊固件、接頭和內部鋼框架保持乾燥，防止霜凍和腐蝕損壞。混凝土能抵抗陽光和風化。必須在接縫處放置某種形式的內部防水板或填縫劑以防止氣流。1963 年的 「Cinerama Dome」由預製混凝土六邊形和五邊形建造而成。
現在可以使用非常大的行動「3D列印機」高速列印圓頂。材料通常是空氣噴射混凝土或是聚胺酯輕質發泡隔熱材料。
鑑於測地圓頂的複雜幾何形狀，圓頂建造者依賴支柱長度表或是「和弦因素」。

## 圓頂住宅
富勒希望網格穹頂能幫助解決戰後的住房危機。 這與他之前對兩個版本的 Dymaxion House 的希望是一致的。
住宅不如用於工作或娛樂的圓頂成功，主要是因為其複雜性和隨之而來的更高的建築成本。經驗豐富的專業圓頂承包商雖然很難找到，但確實存在，並且可以消除與錯誤啟動和錯誤估計相關的大部分成本超支。富勒本人住在伊利諾伊州卡本代爾的網格穹頂裡，位於「森林大道」和「櫻桃街」的拐角處。富勒認為住宅圓頂是由航空航太產業製造的可空運的產品。富勒自己的圓頂住宅仍然存在，R. Buckminster Fuller和Anne Hewlett Dome Home 以及一個名為 RBF Dome NFP 的組織正在嘗試修復圓頂並將其註冊為 國家歷史名勝。它位於國家歷史名勝名錄。
1986 年，佛羅里達州 Rockledge 的 American Ingenuity 公司獲得了一項圓頂建築技術專利，該技術涉及將聚苯乙烯三角形層壓到外部鋼筋混凝土上，內部使用牆板。 該建築技術允許圓頂以套件形式預製並由房主安裝。 這種方法使接縫成為結構中最堅固的部分，而接縫，尤其是大多數木框架圓頂中的輪轂是結構中最薄弱的部分。 它還具有不漏水的優點。
歐洲也建造了其他例子。 2012 年，挪威的一個生態住宅使用鋁和玻璃圓頂作為圓頂蓋 2013 年，奧地利建造了一座玻璃和木材覆蓋的圓頂住宅。
在智利，飯店住宿很容易採用測地線圓頂的例子，無論是帳篷式測地線圓頂還是玻璃覆蓋的圓頂。例：智利巴塔哥尼亞生態營和智利埃爾基多莫斯。

### 缺點

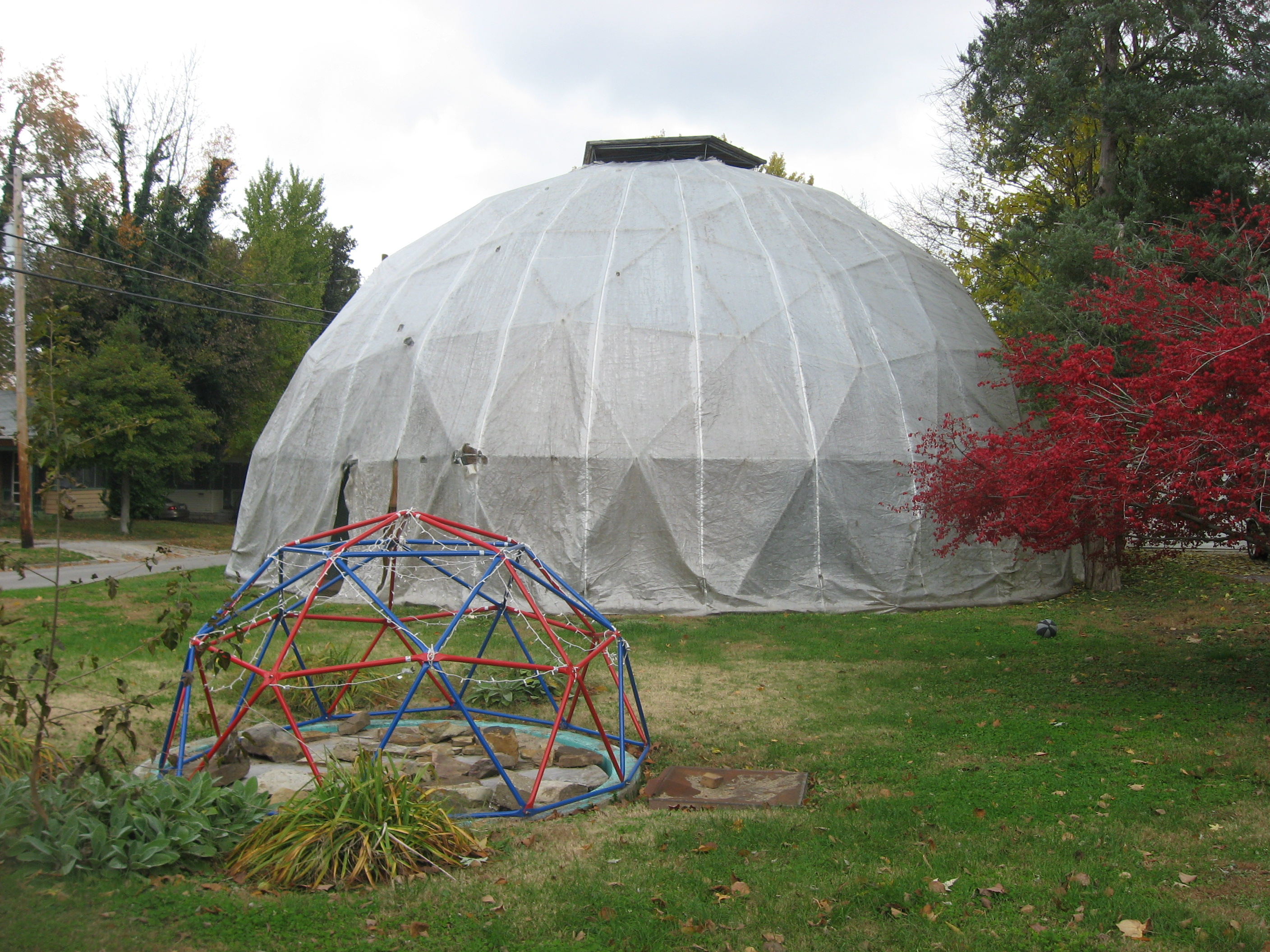
Buckminster Fuller's own home, undergoing restoration after deterioration.

儘管圓頂住宅在 20 世紀 60 年代末和 70 年代初受到歡迎，但作為一種住房系統，圓頂住宅也存在許多缺點和問題。 勞埃德·卡恩(Lloyd Kahn) 是圓頂住宅的前支持者，他寫了兩本有關圓頂住宅的書（《Domebook 1》和《Domebook 2》）並創立了Shelter Publications，但他對圓頂住宅的幻想破滅了，稱它們「聰明但不明智」。他指出了以下缺點，並在公司網站上列出了這些缺點：
1.現成的建築材料（例如膠合板、刨花板）通常呈現矩形形狀，因此在將矩形切割成三角形後可能需要廢棄一些材料，從而增加了建築成本。
2.防火梯是有問題的，大型建築需要使用防火梯，而且價格昂貴。
3.符合規範的窗戶的成本是傳統房屋窗戶的五到十五倍。
4.由於勞動時間增加，專業電氣佈線成本更高。
5.即使是業主接線的情況也是昂貴的，因為圓頂建造需要更多的某些材料。
6.擴展和分區也很困難。
7.用天然材料建造圓頂即使不是不可能，也是很困難的，通常需要塑膠等，這些材料會造成污染，在陽光下會變質。
圓頂內的空氣分層和水分分佈是不尋常的。這些條件往往會迅速降解木框架或內部鑲板。由於穹頂很難很好地分隔，隱私性很難保證。聲音、氣味，甚至反射光往往會透過整個結構傳遞。與任何彎曲形狀一樣，圓頂會產生難以使用的牆壁區域，並且由於缺乏淨空而導致一些外圍地板區域的使用受到限制。圓面形狀缺乏長方形提供的簡單模組化。家具商和安裝人員在設計時必須特製。標準家具無法緊靠牆導致家具後面空間浪費。
使用切割板護套材料（常見於 20 世紀 60 年代和 1970 年代）的圓頂建造者發現，由於接縫較多，很難密封圓頂以防止雨水。此外，這些接縫可能會受到壓力，因為當太陽在天空中移動時，普通的太陽熱量每天都會使整個結構彎曲。隨後添加的皮帶和內部靈活的乾牆飾面實際上消除了室內飾面中注意到的這種移動。
木質圓頂最有效的防水方法是在圓頂上鋪上木瓦。當坡度不足以阻擋冰層時，可以在圓頂頂部使用尖頂帽，或修改圓頂形狀。一體成型混凝土或塑膠圓頂也在使用中，有些圓頂是由塑膠或打蠟的三角形紙板製成的，這些三角形重疊以防水的方式。
巴克敏斯特·富勒的前學生"J. Baldwin"堅持認為，設計正確、結構良好的圓頂沒有理由會洩漏。

## 最大的網格穹頂結構
圓頂是建築的自支撐結構元素，類似球體的中空上半部 。
根據金氏世界紀錄，截至2021年5月30日，沙烏地阿拉伯吉達的吉達超級穹頂(21°44′59″N 39°09′06″E / 21.7496403°N 39.1516230°E), 210米（690英尺） 是目前最大的網格穹頂。

## 外部鏈接
- The R. Buckminster Fuller FAQ: Geodesic Domes （页面存档备份，存于）
- Geodesic Dome Notes （页面存档备份，存于）: 57 dome variants featured (1V to 10V) of various solids (icosa, cube, octa, etc.)
- Article about the Eden Domes (PDF file 5.1 MB)
- Geodaetische Kuppeln (Geodesic Domes) （页面存档备份，存于） by T. E. Dorozinski
- A meta-geodesic dome – made of quads instead of triangles （页面存档备份，存于） by F. Tuczek